# هواخواه توام جانا و می‌دانم که می‌دانی
غزلی با مطلع «هواخواه توام جانا و می‌دانم که می‌دانی» غزل شمارهٔ ۴۷۴ از دیوانِ حافظ در تصحیحِ محمد قزوینی و قاسم غنی است.

## در اجراها
محمدرضا شجریان در برنامهٔ شمارهٔ ۲۵۱ از مجموعهٔ برگ سبز این غزل را در آوازِ ابوعطا اجرا کرده‌است.